# Katodni odvodnik
Katodni odvodnik (arestor) je proizvod koji pruža zaštitu od previsokog napona.
Katodni odvodnik se sastoji od poluprovodničkog ventilnog elementa (varistora) koji se otvara pri određenim uslovima. Katodni odvodnik predstavlja beskonačno veliki otpor između štićenih provodnika i uzemljene konture. U normalnom stanju, kada se usled atmosferskih prilika, ili havarije, poveća napon, ventilni element se otvara i odvodi višak napona ka uzemljenoj konturi.
Katodni odvodnik / arestor je u stanju da podnese velike kratkotrajne napone.
Funkcije
- Zaštita od previsokog napona u strujnim kolima pod opterećenjem
- Zaštita kompletnih razvodnih ormana, kao pojedinačnih potrošača/kola.